# 覆土 (考古学)
覆土（ふくど）とは、主に考古学の用語で、遺構の内部に堆積した土（土層）のことをいう。「埋土（うめど・うめつち・まいど）」とも言う。

## 概要
覆土には、その遺構に関する情報が含まれている場合もあれば、ただ単に流れ込んだ土である場合もあり、遺構の性格や廃絶過程を知る情報が含まれている。一般的に、覆土は、その遺構の廃絶がゆっくり行われたか、またどのように行われたのか、地下式坑や窯跡などは天井が崩落したのかということを発掘調査によって知ることができる。通常は、覆土にセクションベルト（土層ベルト）というあぜを残して調査を行い、その土層観察を通して遺構の埋没過程、廃絶過程を推定する。
覆土には遺構に関する特殊な情報が含まれている場合とは、たとえば火災で焼け落ちたり廃棄された竪穴建物跡には、その建物に使われた木材が火で焼け落ちて覆土に含まれている場合があり、良好な場合は屋根に土や萱が使われていたとか、焼け落ちた順番まで知ることができる。その場合の覆土中の木材によって、どのような樹種の木材がどのような上屋構造で使われたか、また運がよければ年輪年代と放射性炭素年代測定に使えるサンプルとなる。また珪藻や花粉などの微化石で当時の環境までわかる場合もある。
埼玉県和光市に所在する吹上貝塚では、竪穴建物跡が貝層で埋まっていてその下から完形に近い土器が出土し、その下は建物の床面まで遺物のない層が覆土として観察された。それは建物が構築され、一定期間使用された後、廃絶されて埋まっていく過程で土器の廃棄される場所となり、さらには貝の廃棄される場所になるという人間の行動のサイクルの一定のパターンが見られるという「吹上パターン」もこの覆土の観察から小林達雄によって唱えられた。